# ゴブストッパー
ゴブストッパー（Gobstoppers）は、ハードキャンディの一種。 球状で大きさは様々だが、特に大きいものを指す場合が多い。米国では、ジョーブレイカー（jawbreakers）として一般的。
ゴブ（gob）は愛・英俗語で口、ストッパー（stopper）は英語で栓などの意味があり、日本語に直訳すると『口を塞ぐもの』といったような語となる。
ゴブストッパーの多くは、別の色や別の味が付いた複数の層で構成されており、食べ進めていくうちにそれらが代わる代わる表出する。また、ゴブストッパーは溶けるのが遅いため、長い時間楽しめることも人気の理由の一つである。

## 製造

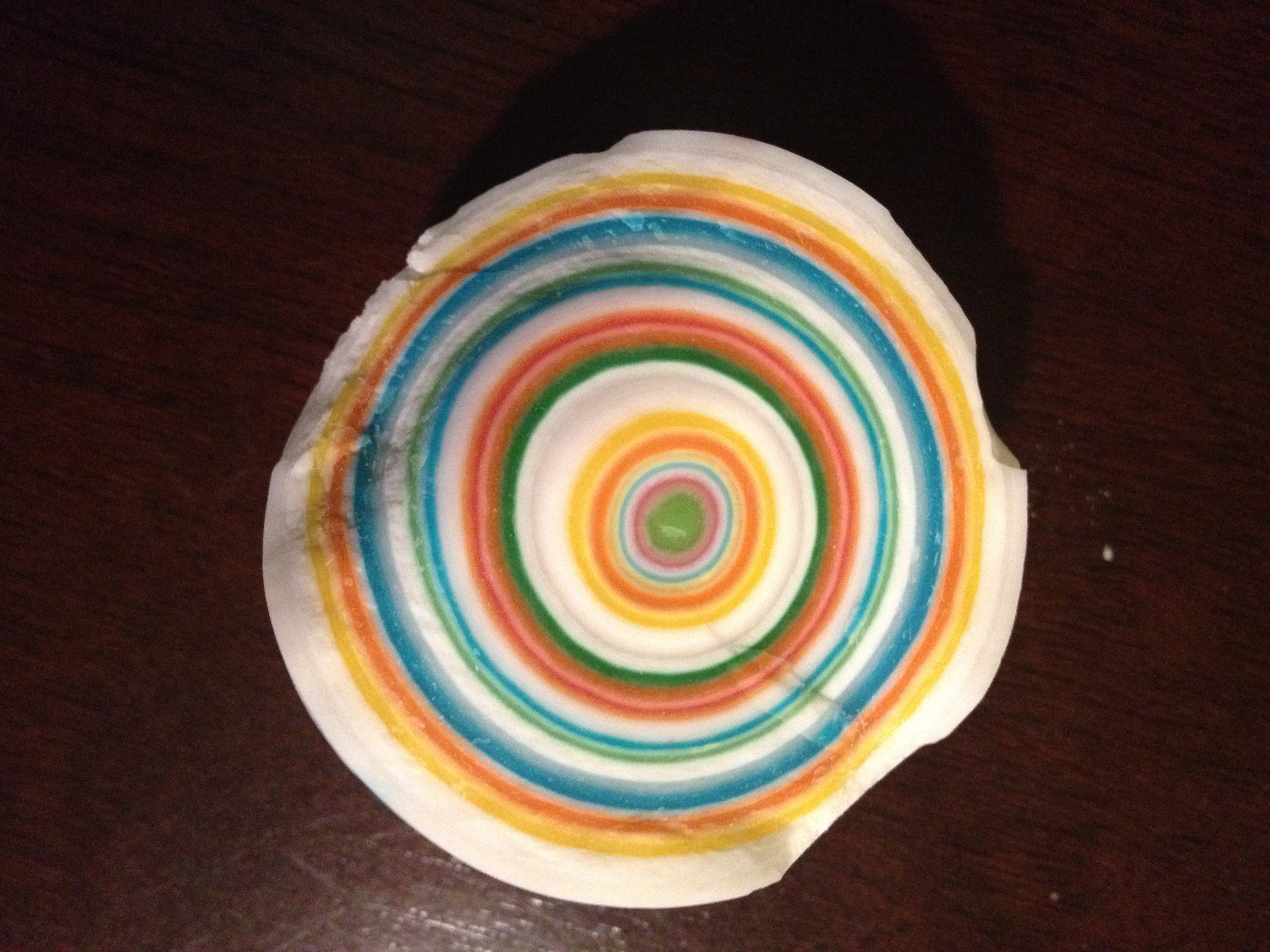
カラフルな層を確認できる断面図

ゴブストッパーは、核（プレスされた砂糖の玉、アニスの粒、ガムボールなど）の上に、ゆっくりと層を堆積させていくことで作られる。
回転する鍋で、ホット・パニング（hot panning）やシュガー・パニング（sugar panning）と呼ばれる工程を数日から数週かけて行い、その間にシロップを複数回投入して層を形成していく。

## エヴァーラスティング・ゴブストッパー
『エヴァーラスティング・ゴブストッパー』は、Breaker Confectionsが1976年に販売を開始し、後にネスレの「en:The Willy Wonka Candy Company」ブランド下で2018年まで販売されていた商品。後述の児童小説に登場する同名の架空の商品にちなんで、ライセンス契約のもと名付けられた。2018年からは、ネスレのキャンディ部門を取得した「en:Ferrara Candy Company」のブランド。一般的なゴブストッパーと比べ、大きさはかなり小さめである。

## 大衆文化

### チョコレート工場の秘密
1964年に発表された、英国人作家ロアルド・ダールの児童小説『チョコレート工場の秘密』には、前述のエヴァーラスティング・ゴブストッパーが登場する。物語の中では、エヴァーラスティング・ゴブストッパーは決して小さくならず、永久に食べ続けることが出来る。本物のゴブストッパーは、20世紀前半から英国の子どもの間で流行しており、作者の他の著作の中にも登場している。

### エド エッド エディ
アニメシリーズ『エド エッド エディ』におけるジョーブレイカーは、サイズも大きいが作品内における存在も大きい。 ほとんどのエピソードで登場人物たちは、このキャンディを買うための資金稼ぎとして詐欺的な行為に走ったりするほどで、ゲームソフト『en:Ed, Edd n Eddy: Jawbreakers!』では主題ともなっている。

### Happy Tree Friends
アニメシリーズ『Happy Tree Friends』のエピソード"Chew Said a Mouthful"では、ナッティがジョーブレイカーを食べようとして、文字通り顎が砕ける場面がある。

### ハード・キャンディ
1999年の米国のブラックコメディ映画『ハード・キャンディ』（原題：Jawbreaker）では、友人をジョーブレイカーで窒息死させてしまうところから物語が始まる。

## その他

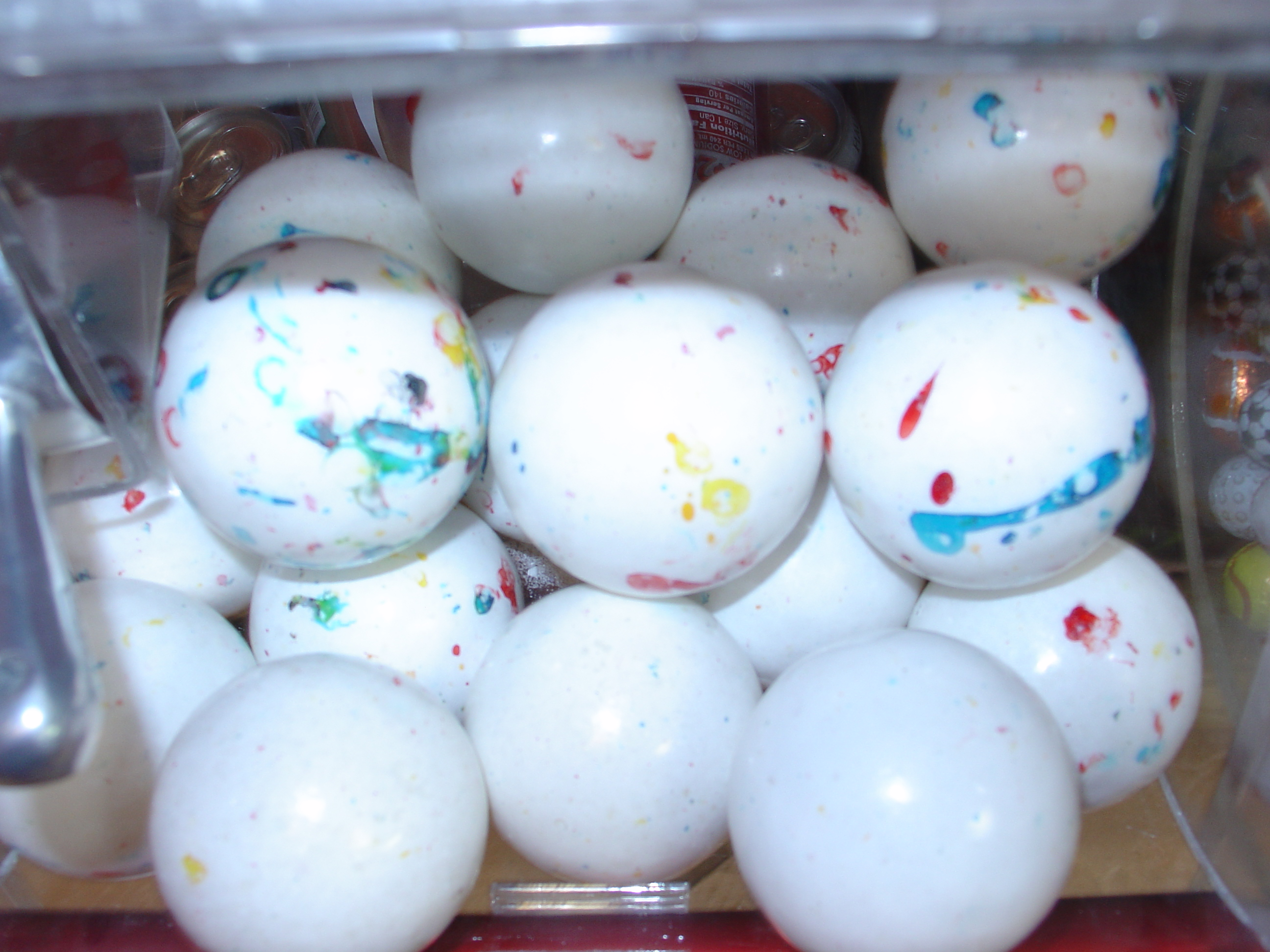
店頭に並ぶ大きなゴブストッパー

2003年、フロリダ州スタークで、食べていたエヴァーラスティング・ゴブストッパーが爆発し、9歳の少女が火傷を負う事故があった。冷蔵されていたキャンディが日光にさらされた後、再度冷蔵されたことが原因と見られ、少女を含む他の被害者は医療費などの支払いを求めて販売元のネスレを訴えた。この事件は法廷外で和解したため、被害者に支払われた額は不明である。